# Nouvelle-Russie (projet d'État)
Union des républiques populaires
Pour les articles homonymes, voir Nouvelle Russie.

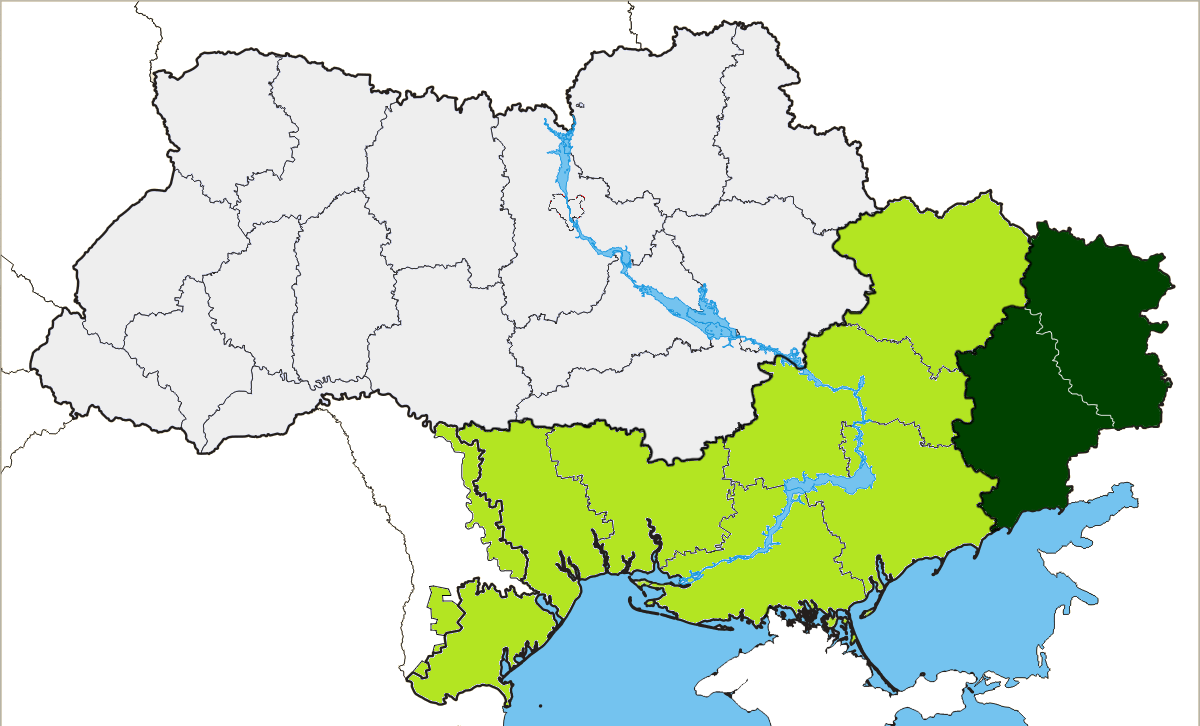
La Nouvelle-Russie, telle qu'elle est revendiquée en 2016 par Pavel Goubarev (incluant la Transnistrie et la Gagaouzie) et par le « Parti de la Nouvelle Russie » : en vert foncé, les oblasts de Donetsk et Lougansk.

La Nouvelle-Russie (en russe : Новороссия, Novorossia) est un projet de création d'un territoire russe qui tire son nom de l'ancienne colonie de peuplement de Nouvelle-Russie et qui a vocation à couvrir, au sens large, le sud et l'est de l'Ukraine ainsi que les régions moldaves de Transnistrie et de Gagaouzie. La conquête militaire par l'armée russe de ce territoire est l'objectif non officiel affiché de la deuxième phase de son invasion de l'Ukraine en 2022.
Dans un sens plus restreint, la Nouvelle-Russie, aussi nommée Union des républiques populaires (Союз народных республик, Soïouz narodnykh respoublik) fut un projet d'État non officiel russophone qui devait réunir les deux entités sécessionnistes de la république populaire de Donetsk et de la république populaire de Lougansk, soit au moins le territoire du Donbass (extrême est de l'Ukraine). Le concept aurait été théorisé par Pavel Goubarev, gouverneur autoproclamé de la RPD de mars à novembre 2014. Les autorités russes vont sembler embrasser le projet dans un premier temps mais il est plus ou moins officiellement abandonné le 20 mai 2015.
Le nom Nouvelle-Russie, a désigné administrativement la région au sens large sous l'empire tsariste mais l'origine du concept d'une union politique des russophones situés hors des frontières de la fédération de Russie remonte sans doute à l'éclatement de l'Union soviétique entre 1989 et 1991, et aux craintes de conflits nationalistes et ethniques qui en découlait. En 2014 le concept réapparait spontanément comme option maximaliste chez certains Ukrainiens russophones inquiets dans une Ukraine divisée par les événements de la révolution ukrainienne de 2014. Quelques mois plus tard ont lieu l'insurrection d'une partie du Donbass et la proclamation de l'indépendance du Donbass à la suite de l'annexion de la Crimée. C'est le commencement d'une longue guerre contre le pouvoir ukrainien, la guerre du Donbass, où la Russie apporte un soutien militaire aux séparatistes mais pas ouvertement. En dehors de son soutien officiel, le soutien russe à la publicité et à la propagande autour du projet est massif dans le monde russophone et à destination de l'étranger,. En 2022, le concept de Nouvelle-Russie est intégré aux projets d'expansion de Vladimir Poutine, qui reconnaît alors officiellement l'indépendance des républiques du Donbass. Il devient officiellement le but à atteindre pour l'armée russe après ses échecs dans le nord de l'Ukraine et le lancement de la seconde phase de son offensive.
À la suite de référendums d'auto-détermination dans 4 régions d'Ukraine, celles-ci demandent l'adhésion à la Fédération de Russie le 5 octobre 2022, dans le cadre du concept de la Nouvelle-Russie:
- la république populaire de Donetsk ;
- la république populaire de Lougansk ;
- l’oblast de Kherson ;
- l’oblast de Zaporijjia.

Cette annexion est dénoncée par l'Union européenne et jugée illégale. Elle est condamnée par de nombreuses résolutions et déclarations de l'ONU (dont la Fédération de Russie est membre).

## Histoire

### Contexte
Historiquement, la Nouvelle-Russie, ou Novorossia, est le nom d'un territoire de l'Empire russe formé en 1764 sur les steppes du nord de la mer Noire. L'Empire russe organisa la colonisation de la région par des colons de différentes nationalités. La région perd son nom lors d'une réorganisation administrative en 1802 et son territoire est plus tard intégré à la république socialiste soviétique d'Ukraine. À la suite de l'effondrement de l'URSS, le nom de Nouvelle-Russie / Novorossia commença à être réutilisé dans des appels à l'indépendance des régions correspondant au territoire historique.
En novembre 2013, à la suite de la non-signature d'un traité d'association avec l'Union européenne, l'Ukraine s'enfonce dans une crise majeure opposant pro-européens et prorusses, laquelle aboutit à la destitution de Viktor Ianoukovytch de son poste de président. Des manifestations hostiles au nouveau gouvernement provisoire de Kiev, pro-européen, se développent alors dans l'est et le sud du pays, régions à forte population russophone. Au cours du mois de février, les oblasts de Donetsk et de Louhansk font sécession et proclament leur indépendance sous le nom de république populaire de Donetsk et de république populaire de Lougansk.
Le nom de Nouvelle Russie rentra rapidement dans l'usage parmi les manifestants anti-Maïdan à la suite de l'« Euromaïdan » avec la création d'un compte Twitter « Novorussiya », lequel a gagné plusieurs milliers de followers lors de son premier week-end. Au milieu de négociations à Genève sur la résolution des troubles grandissants dans le sud et l'est de l'Ukraine, le président russe Vladimir Poutine a noté lors d'une séance de questions-réponses à la télévision que les parties sud et est de l'Ukraine faisaient partie de la Nouvelle Russie et n'avaient été intégrées à l'Ukraine qu'en 1920, insinuant que cette décision était erronée.

### Référendums du printemps 2014
Des référendums d'autodétermination avaient été organisés le 11 mai 2014 dans les villes et les villages des oblasts de Donetsk et Louhansk, régions sous contrôle des républiques autoproclamées de Donetsk et Lougansk nées le 7 avril 2014 et le 27 avril 2014, en réponse au renversement du président ukrainien Viktor Ianoukovitch par la révolte populaire de Maïdan et à la politique pro-européenne des nouvelles autorités ukrainiennes, selon un processus éprouvé en Moldavie deux décennies auparavant en réponse à la politique pro-roumaine des autorités moldaves de l'époque. Dans une interview donnée en 1994, le chef de la république autoproclamée de Transnistrie, Igor Smirnov, avait déjà déclaré que son entité était « une partie inaliénable des régions méridionales de l’État russe » incluant Odessa, la Crimée, Donetsk et Louhansk à forte population d'origine russe, lesquels faisaient partie selon lui d'un territoire plus vaste, la Nouvelle-Russie (Novorossia).
Les journalistes internationaux présents lors de la journée des référendums du 11 mai 2014 déclarèrent que ces votes ne remplissent pas toutes les garanties démocratiques et Ranko Krivokapić, président de l'OSCE, défendait qu'un vote organisé dans ces conditions ne pourrait être considéré comme libre, équitable, et reconnu par la communauté internationale, dans la mesure où il se déroulerait dans « un climat de peur, de violence et d'anarchie qui éloignerait sûrement beaucoup de personnes des bureaux de vote ». Les résultats n'ont pour l'heure pas été reconnus internationalement, ni par l'UE, ni par les États-Unis, ni par aucun État membre de l'Organisation des Nations unies. La Fédération de Russie s'est initialement abstenue de toute reconnaissance officielle mais, le 21 février 2022, son président Vladimir Poutine a déclaré les reconnaître afin de justifier son invasion de l'Ukraine lancée le 24 février.

Drapeau de la Nouvelle-Russie.

Drapeau militaire.

L'idéologue et principal artisan de la constitution d'un État de Nouvelle-Russie est l'ukrainien Pavel Goubarev, gouverneur de la république populaire de Donetsk de mars à novembre 2014. L'intellectuel nationaliste russe Alexandre Douguine considère que cet État futur permettrait une renaissance de la culture, de l'esprit et de l'identité russe. Dimitri Trénine, directeur du Carnegie Moscow Center en 2014, affirmait l'existence en 2003 déjà de réflexions « pas véritablement académiques » au sujet d'une région prorusse, formée à partir des régions méridionales sécessionnistes de Kiev, en réponse aux volontés d'intégration de l'Ukraine dans l'OTAN formulées à cette époque.
Les républiques populaires de Donetsk et de Lougansk couvrent approximativement et respectivement la moitié des oblasts ukrainiens de Donetsk et de Louhansk : leur union a été proclamée le 22 mai 2014 et des accords ont été signés le 24 mai entre les dirigeants des deux entités,.
Comme la Transnistrie, la Nouvelle-Russie n'est pas reconnue par la Russie qui incline plutôt vers une fédéralisation de l'Ukraine (comme de la Moldavie) que vers une partition (de toute façon refusée par le président ukrainien Porochenko). La Russie considère que son annexion de la république autonome de Crimée est un cas différent, justifié, selon Moscou, par l'homogénéité de sa population et par la présence de la flotte russe à Sébastopol, incompatible avec l'intégration éventuelle de l'Ukraine à l'OTAN.

### Formation

Territoire sous contrôle effectif (rouge) ou disputé (orangé) des forces de la Nouvelle-Russie en octobre 2014.

Le Parti de la Nouvelle Russie, fondé le 13 mai 2014 à Donetsk, en Ukraine, déclara lors de son premier congrès le 22 mai 2014 la formation d'un nouvel État autoproclamé appelé Novorossia, ou Nouvelle-Russie en français, d'après la région éponyme historiquement partie de l'Empire russe. Parmi les participants au congrès se trouvaient les officiels séparatistes ukrainiens russophones de la république populaire de Donetsk et de la Milice populaire du Donbass ainsi que le leader de la république de Donetsk Denis Pouchiline, le gouverneur de Donetsk Pavel Goubarev, l'écrivain Alexandre Prokhanov, le politologue et chef du Parti de l'Eurasie Alexandre Douguine et Valery Korovine. Selon Douguine, l'État aurait pour capitale la ville de Donetsk, le christianisme orthodoxe russe aurait le « statut spécial » de religion officielle de l'État et la nouvelle entité nationaliserait de grandes industries. Selon Goubarev, l'État inclurait également les oblasts de Kharkiv, Kherson, Dniepropetrovsk, Mykolaïv, Odessa et Zaporijjia, dont les principales villes ne sont pas sous le contrôle des séparatistes,. Deux jours plus tard, le 24 mai, le « Premier ministre » autodésigné de Donetsk, Alexandre Borodaï, et le chef de la république de Louhansk, Alexeï Koriakine, ont signé un document à huis clos formalisant leur fusion dans la nouvelle confédération,.

### Gel
En mai 2015, Alexander Kofman, ministre des affaires étrangères de la république populaire de Donetsk, indique lui-même que le projet est gelé. Il mentionne le manque de personnalités politiques pour soutenir celui-ci, et déclare aussi ne pas vouloir l'imposer au villes de Kharkiv, Zaporijjia et Odessa. Le projet n'était plus soutenu par Moscou, qui demande que les territoires contrôlés par les rebelles restent une partie de l'Ukraine.

## Territoire et revendications

Oblasts partiellement sous contrôle de la Nouvelle-Russie
Oblasts revendiqués par la Nouvelle-Russie
La Crimée, annexée par la Russie.

Le territoire faisant partie actuellement de la Nouvelle-Russie, selon son droit propre, est celui de ses républiques constitutives : la république populaire de Donetsk, sur le territoire de l'oblast de Donetsk, et la république populaire de Lougansk, sur le territoire de l'oblast de Louhansk. La Nouvelle-Russie couvrirait ainsi le Donbass ukrainien, partie la plus orientale de l'Ukraine, même si en pratique elle n'en contrôle qu'une fraction. L’union aurait des frontières avec l'Ukraine à l'ouest, la Russie au nord et à l'est, ce qui offrirait, en principe, une ouverture sur la mer d'Azov au sud.
Néanmoins, selon Pavel Goubarev, la Nouvelle-Russie envisage de réunir non seulement les oblasts de Donetsk et de Louhansk mais aussi ceux de Kharkiv, de Kherson, d'Odessa, de Mykolaïv, de Zaporijjia et de Dniepropetrovsk, voire la république moldave du Dniestr sécessionniste de la Moldavie.

## Hymne
La Nouvelle-Russie a possédé durant son existence un hymne, reprenant la mélodie de l'hymne de la république socialiste soviétique d'Ukraine mais avec des paroles différentes.